# Asjat Dilmujamedov
Asjat Dilmujamedov (en kazajo: Асхат Ділмұхамедов; Almatý, 26 de julio de 1986) es un luchador kazajo de lucha grecorromana. Participó en los Juegos Olímpicos de Londres 2012 en la categoría de 74 kg consiguiendo un 15.º puesto. Compitió en tres campeonatos mundiales. Consiguió un quinto puesto en 2011 y 2015. Ganó dos medallas de bronce en campeonatos asiáticos, en 2011 y 2016. Representó a su país en la Copa del Mundo en el 2014 clasificándose en la 7.ª posición. Tercero en el Campeonato Mundial Universitario de 2006.